# Discovery (Mr. Children)
Discovery è il settimo album del gruppo musicale giapponese Mr. Children pubblicato il 3 febbraio 1999. L'album è arrivato alla prima posizione della classifica Oricon ed ha venduto 1 814 180 copie.

## Tracce
1. Discovery
2. Hikari no Sasu Hou E
3. Prism
4. Under shorts
5. Nishi e Higashi E
6. Simple
7. I'll Be
8. (#)2601
9. La la la
10. Owari Naki Tabi
11. Image